# 浮若閣摩爾皇家陵墓
浮若閣摩爾皇家陵墓（英語：Royal Mausoleum, Frogmore），是維多利亞女皇與其王夫亞厘畢親王的陵墓。該處位於溫莎家庭公園的浮若閣摩爾花園中。1975年10月，其被列為英國國家一級登錄建築。該處於1862年3月開工，10月完成圓頂建築，建築本體於12月祝聖，然裝飾工作直到1871年8月才完成。1861年去世的亞厘畢親王於1871年遷葬墓中。維多利亞女皇在1901年1月下旬去世，1901年2月5日入葬。

## 歷史
女皇與王夫阿爾伯特親王一直打算為倆人建造一個特殊的長眠地，而非依傳統埋葬在西敏寺或溫莎聖喬治禮拜堂。女皇母親陵墓在親王於1861年12月去世的同年在浮若閣摩爾建造。在親王死後幾天，主導根德公爵夫人墓的兩位設計師（路德維希·格魯納教授和A·J·洪伯特）起草了陵墓規劃，女皇也與他們舉行會議以敲定設計。1862年1月27日，陵墓所在地開始挖掘，最終的計劃也於當日同獲女皇御准。
1862年3月15日，女皇為陵墓奠基。女王原計在母親根德公爵夫人去世一週年當天為其奠基，但因當天是週日而提早一天舉行，維多利亞在她眾多子女和工作人員陪同下出席皇室舉行的奠基儀式。陵墓建築和裝修總成本為200,000英鎊（相当于2021年的£19,144,421），完全由女皇和王儲威爾士親王愛德華私人出資。尼古拉斯·佩夫斯納所著的《英格蘭建築》系列將陵墓描述為「維多利亞時代殯葬建築中最好的一座」。儘管只有女王夫婦埋葬在那裡，陵墓中仍有其他紀念物，包括女王次女黑森-達姆施塔特大公爵夫人愛麗絲公主的紀念碑，公主與其女兒瑪麗公主（1874-1878年）相繼死於白喉病。教堂中心是女王之父根德公爵愛德華王子的紀念碑，他於1820年去世，葬於聖喬治禮拜堂。
皇室在親王死後委託威廉·泰德所設計一件穿著撒克遜服飾的女皇夫婦雕像，它於1867年5月20日在溫莎城堡揭幕，並於1938年移至皇家陵墓，石膏模型於1868年在皇家藝術研究院展出，從皇家收藏借給倫敦國家肖像館，官方導覽手冊中提到女皇在日記中記錄了雕塑的構想來自維多利亞長公主，底座上的銘文引自奧立佛·高德史密斯的詩集《荒村》，基座上的銘文暗示了詩人對想像中的「甜蜜奧本」村莊逝去的哀嘆。

## 設計

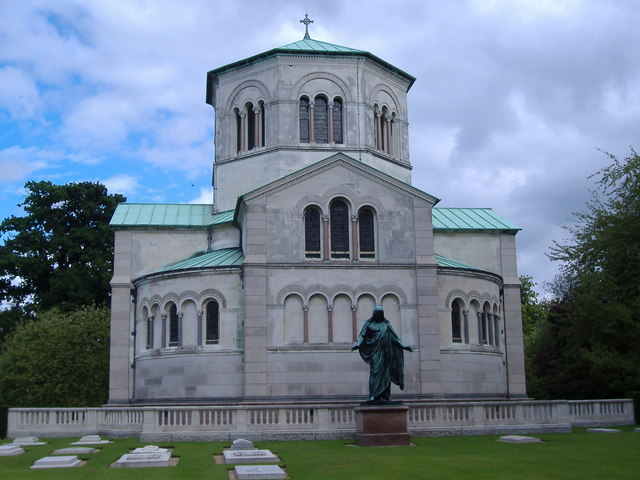
2006年的皇家陵墓及其前景皇家墓園

陵墓為希臘十字架形式，外觀靈感來自意大利羅馬式建築，牆壁為花崗岩和波特蘭石材，屋頂覆蓋有澳大利亞銅。
門上方的青銅銘文寫著： 
Alberti Principis quod mortale erat
	Hoc in Sepulchro deponi voluit
Vidua moerens Victoria Regina
A.D. MDCCCLXII.
Vale Desideratissime! hic demum
Conquiescam tecum
Tecum in Christo consurgam
安東尼奧·薩爾維亞蒂在陵墓門廊中設計並製作了精美的馬賽克，報價為480英鎊，然其威尼斯工匠並不欣賞門廊低矮的天花板，因此對最終結果不甚滿意，此亦危及他未來為阿爾伯特紀念館的設計，並提出要自費修正這些作品。室內裝飾採用了文藝復興全盛期的風格，使人聯想起拉斐爾 (親王譽其為「有史以來最偉大的藝術家」)。格魯納負責室內裝飾，參與室內裝飾的藝術家包括德國畫家朱利葉斯·法蘭克和芬達；意大利人尼古拉·康索尼；德國雕塑家海因里希·鮑默、赫爾曼·霍爾茲、古斯塔夫·昆茨和弗里德里希·倫奇。陵墓內牆主要使用葡萄牙紅色大理石，與帶錫耶納大理石的牆裙軌，這是來自女皇和親王堂兄葡萄牙國王路易斯一世的禮物，並有鑲嵌來自世界各地的大理石。入口處的油畫是女王長女維多利亞長公主的作品，陵墓禮拜堂的三面皆飾以油畫，南、北(祭壇)、西面分描繪耶穌降生、耶穌受難、耶穌復活，四福音傳道者的雕像屹立在穹隅中、繪畫則裝飾在八角形中央的拱肩。
陵墓中心安放女王夫婦遺骸的石棺，棺上的大理石夫妻橫臥石雕是意大利雕塑家卡洛·馬洛切蒂的臨終之作。親王下葬時穿著帶有嘉德勳章的元帥制服，石棺被認為由一塊取自鴨巴甸郡朗賽德的凱恩蓋爾採石場的花崗岩塊雕成，前三個石塊因缺陷而遭退貨，直到第四個才被採用，原石重逾33噸，顏色類於深灰或藍，製成石棺後降至18噸，棺蓋約重4.5至5噸，石棺安放在比利時國王利奧波德一世曾許諾給英國皇室的一塊黑色比利時大理石上，直到利奧波德二世才將石塊放到陵中，石棺各角落原雕有青銅祈禱天使跪像，並由巴黎鑄造廠的費迪南德·巴爾貝迪安所鑄造，然而在女皇葬禮時一度被移走。
陵墓後窗和翼窗最初飾有花紋玻璃和薩克森-科堡家族的紋章，每個窗戶都有一個在彈奏樂器的天使，20世紀初，彩色玻璃在愛德華七世的指示下被更新，穹頂也同時粉刷一新。

## 外部鏈結
- 官方网站